# Phật giáo theo quốc gia

Tỉ lệ phần trăm Phật tử ở các nước, theo Trung tâm Nghiên cứu Pew.

Phật giáo  là tôn giáo có số lượng tín đồ vào khoảng 488 triệu người trên khắp thế giới, 495 triệu, hoặc 535 triệu người trong thập niên 2010, chiếm 7% tới 8% dân số toàn thế giới.
Trung Quốc là quốc gia có đông tín đồ Phật giáo nhất, khoảng 244 triệu Phật tử hay 18,2% dân số cả nước. Đa phần họ theo Phật giáo Bắc tông, làm cho hệ phái này trở thành bộ phận đông đảo nhất của Phật giáo. Phật giáo Bắc tông, cũng hiện diện ở các nước có văn hóa Đông Á khác, có hơn phân nửa số Phật tử trên toàn thế giới tu tập.
Bộ phận lớn thứ hai trong các hệ phái Phật giáo là Phật giáo Nam Tông, chủ yếu thu hút các tín đồ tại Đông Nam Á. Bộ phận thứ ba và cũng là nhỏ nhất của Phật giáo, Kim cương thừa, với tín đồ hầu hết ở Tây Tạng, vùng Himalaya, Mông Cổ và nhiều khu vực ở Nga, nhưng cũng được phổ biến trên khắp thế giới.
Theo báo cáo phân tích nhân khẩu học của Peter Harvey (2013):
- Phật giáo phương Đông (Bắc tông) có 360 triệu tín đồ;
- Phật giáo phương Nam (Nam Tông) có 150 triệu tín đồ; và
- Phật giáo phương Bắc (Mật tông) có 18,2 triệu tín đồ.
- Bảy triệu tín đồ Phật giáo đến từ các nước bên ngoài châu Á.

## Các nước có tỉ lệ tín đồ Phật giáo cao nhất so với dân số
Dưới đây là 14 nước có tỉ lệ phầm trăm số lượng Phật tử so với dân số cả nước cao nhất:
| Quốc gia   | Số tín đồ Phật giáo ước tính | Tỉ lệ phần trăm so với dân số |
| ---------- | ---------------------------- | ----------------------------- |
| Campuchia  | 13,701,660                   | 96.90%                        |
| Thái Lan   | 64,419,840                   | 93.20%                        |
| Myanmar    | 48,415,960                   | 87.90%                        |
| Bhutan     | 563,000                      | 74.70%                        |
| Sri Lanka  | 14,222,844                   | 70.2%                         |
| Lào        | 4,092,000                    | 66.00%                        |
| Mông Cổ    | 1,520,760                    | 55.1%                         |
| Nhật Bản   | 45,820,000                   | 36.2%                         |
| Đài Loan   | 8,000,000                    | 35%                           |
| Singapore  | 1,725,510                    | 33.90%                        |
| Hàn Quốc   | 11,050,000                   | 22%                           |
| Malaysia   | 5,620,483                    | 19.8%                         |
| Trung Quốc | 244,130,000                  | 18.2%                         |
| Việt Nam   | 14,380,000                   | 16.4%                         |

## Theo quốc gia
| Quốc gia/Lãnh thổ                    | Dân số (năm 2013) | Tỉ lệ Phật tử so với Dân số: 1. Pew Lưu trữ ngày 5 tháng 8 năm 2013 tại Wayback Machine, 2. ARDA Lưu trữ ngày 25 tháng 2 năm 2019 tại Wayback Machine. | Số lượng Phật tử |
| ------------------------------------ | ----------------- | --- | ---------------- |
| Afghanistan                          | 24.108.077        | < 0,1% |                  |
| Algeria                              | 38.087.812        | < 0,1% |                  |
| Samoa thuộc Mỹ                       | 26.719            | 0,3% |                  |
| Angola                               | 25.789.024        | < 0,1% |                  |
| Argentina                            | 42.610.981        | < 0,1% |                  |
| Aruba                                | 109.153           | 0,1% |                  |
| Úc                                   | 22.262.501        | 2,7% | 528.977          |
| Áo                                   | 8.629.519         | 0,2% |                  |
| Bahamas                              | 319.031           | < 0,1% |                  |
| Bahrain                              | 1.281.332         | 2,5% |                  |
| Bangladesh                           | 159.654.860       | 0,5% |                  |
| Barbados                             | 288.725           | < 0,1% |                  |
| Belarus                              | 9.625.888         | < 0,1% |                  |
| Bỉ                                   | 10.444.268        | 0,2% |                  |
| Belize                               | 324.528           | 0,5% |                  |
| Bermuda                              | 69.467            | 0,5% |                  |
| Bhutan                               | 725.296           | 74,7% | 563.000          |
| Bolivia                              | 10.461.053        | < 0,1% |                  |
| Botswana                             | 2.127.825         | < 0,1% |                  |
| Brazil                               | 201.009.622       | 0,1% |                  |
| Brunei                               | 415.717           | 8,6% |                  |
| Bulgaria                             | 6.981.642         | < 0,1% |                  |
| Burkina Faso                         | 17.812.961        | < 0,1% |                  |
| Myanmar                              | 55.167.330        | 87,90% | 48.415.960       |
| Cambodia                             | 15.205.539        | 96,9% | 13.701.660       |
| Cameroon                             | 20.549.221        | < 0,1% |                  |
| Canada                               | 34.568.211        | 0,8% |                  |
| Chad                                 | 11.193.452        | < 0,1% |                  |
| Chile                                | 17.216.945        | < 0,1% |                  |
| Trung Quốc                           | 1.349.585.838     | 18,2% | 244.130.000      |
| Đảo Giáng Sinh                       | 1.513             | < 0,1% |                  |
| Colombia                             | 45.745.783        | < 0,1% |                  |
| Cộng hòa Dân chủ Congo               | 75.507.308        | < 0,1% |                  |
| Cộng hòa Congo                       | 4.492.689         | < 0,1% |                  |
| Costa Rica                           | 4.695.942         | < 0,1% |                  |
| Bờ Biển Ngà                          | 22.400.835        | < 0,1% |                  |
| Croatia                              | 4.475.611         | < 0,1% |                  |
| Cuba                                 | 11.394.043        | < 0,1% |                  |
| Curaçao                              | 146.836           | |                  |
| Cyprus                               | 1.155.403         | 0,2% |                  |
| Cộng hòa Séc                         | 10.162.921        | < 0,1% |                  |
| Đan Mạch                             | 5.556.452         | 0,2% |                  |
| Dominica                             | 73.286            | 0,1% |                  |
| Dominican Republic                   | 10.219.630        | < 0,1% |                  |
| Đông Timor                           | 1.172.390         | |                  |
| Ecuador                              | 15.439.429        | < 0,1% |                  |
| Ai Cập                               | 85.294.388        | < 0,1% |                  |
| El Salvador                          | 6.108.590         | < 0,1% |                  |
| Estonia                              | 1.266.375         | < 0,1% |                  |
| Ethiopia                             | 93.877.025        | < 0,1% |                  |
| Quần đảo Falkland                    | 3.140             | < 0,1% |                  |
| Federated States of Micronesia       | 106.104           | 0,4% |                  |
| Fiji                                 | 896.758           | < 0,1% |                  |
| Phần Lan                             | 5.266.114         | < 0,1% |                  |
| Pháp                                 | 65.951.611        | 0,5% |                  |
| Guyane thuộc Pháp                    | 239.450           | < 0,1% |                  |
| Polynésie thuộc Pháp                 | 277.293           | < 0,1% |                  |
| Đức                                  | 81.147.265        | 0,3% |                  |
| Ghana                                | 22.931.299        | < 0,1% |                  |
| Hy Lạp                               | 10.772.967        | < 0,1% |                  |
| Guam                                 | 160.378           | 1,1% |                  |
| Guatemala                            | 14.373.472        | < 0,1% |                  |
| Guinea                               | 11.176.026        | < 0,1% |                  |
| Guyana                               | 739.903           | < 0,1% |                  |
| Haiti                                | 9.893.934         | < 0,1% |                  |
| Honduras                             | 8.448.465         | 0,1% |                  |
| Hong Kong                            | 7.182.724         | 13,2% |                  |
| Hungary                              | 9.939.470         | < 0,1% |                  |
| Iceland                              | 315.281           | 0,4% |                  |
| Ấn Độ                                | 1.220.800.359     | 0,8% | 9.250.000        |
| Indonesia                            | 251.160.124       | |                  |
| Iran                                 | 79.853.900        | < 0,1% |                  |
| Iraq                                 | 31.858.481        | < 0,1% |                  |
| Ireland                              | 4.775.982         | |                  |
| Israel                               | 7.707.042         | 0,2% |                  |
| Italy                                | 61.482.297        | 0,2% |                  |
| Jamaica                              | 2.909.714         | < 0,1% |                  |
| Nhật Bản                             | 127.253.075       | 36,2% | 45.820.000       |
| Jordan                               | 6.482.081         | 0,4% |                  |
| Kazakhstan                           | 17.736.896        | 0,2% |                  |
| Kenya                                | 44.037.656        | < 0,1% |                  |
| Triều Tiên                           | 24.720.407        | 1,5% |                  |
| Hàn Quốc                             | 48.955.203        | 22,9% | 11.050.000       |
| Kuwait                               | 2.695.316         | 2,8% |                  |
| Kyrgyzstan                           | 5.548.042         | < 0,1% |                  |
| Lào                                  | 6.695.166         | 66,1% | 4.092.000        |
| Latvia                               | 2.178.443         | < 0,1% |                  |
| Liban                                | 4.131.583         | 0,2% |                  |
| Lesotho                              | 1.936.181         | < 0,1% |                  |
| Liberia                              | 3.989.703         | < 0,1% |                  |
| Libya                                | 6.002.347         | 0,3% |                  |
| Liechtenstein                        | 37.009            | < 0,1% |                  |
| Lithuania                            | 3.515.858         | < 0,1% |                  |
| Luxembourg                           | 514.862           | < 0,1% |                  |
| Ma cao                               | 583.003           | 17,3% |                  |
| Macedonia                            | 2.087.171         | < 0,1% |                  |
| Madagascar                           | 22.599.098        | < 0,1% |                  |
| Malawi                               | 16.777.547        | < 0,1% |                  |
| Malaysia                             | 29.628.392        | 17,7% |                  |
| Maldives                             | 393.988           | 0,6% |                  |
| Mali                                 | 15.968.882        | < 0,1% |                  |
| Malta                                | 411.277           | < 0,1% |                  |
| Martinique                           | 403.795           | < 0,1% |                  |
| Mauritius                            | 1.322.238         | < 0,1% |                  |
| Mexico                               | 116.220.947       | < 0,1% |                  |
| Mông Cổ                              | 3.226.516         | 55,1% | 1.520.760        |
| Montenegro                           | 653.474           | < 0,1% |                  |
| Maroc                                | 32.649.130        | < 0,1% |                  |
| Mozambique                           | 24.096.669        | < 0,1% |                  |
| Namibia                              | 2.182.852         | < 0,1% |                  |
| Nauru                                | 9.434             | 1,1% |                  |
| Nepal                                | 30.430.267        | 10,3% |                  |
| Hà Lan                               | 16.805.037        | 0,2% |                  |
| New Caledonia                        | 264.022           | 0,6% |                  |
| New Zealand                          | 4.365.113         | 1,6% |                  |
| Nicaragua                            | 5.788.531         | < 0,1% |                  |
| Nigeria                              | 174.507.539       | < 0,1% |                  |
| Northern Mariana Islands             | 51.170            | 10,6% |                  |
| Na Uy                                | 4.722.701         | 0,6% |                  |
| Oman                                 | 3.154.134         | 0,8% |                  |
| Pakistan                             | 193.238.868       | < 0,1% |                  |
| Palau                                | 21.108            | 0,8% |                  |
| Palestine                            | 4.293.313         | < 0,1% |                  |
| Panama                               | 3.559.408         | 0,2% |                  |
| Papua New Guinea                     | 6.431.902         | < 0,1% |                  |
| Paraguay                             | 6.623.252         | < 0,1% |                  |
| Peru                                 | 29.849.303        | 0,2% |                  |
| Philippines                          | 98.215.000        | 2 % | 1.964.300        |
| Ba Lan                               | 38.383.809        | < 0,1% |                  |
| Bồ Đào Nha                           | 10.799.270        | 0,6% |                  |
| Puerto Rico                          | 3.674.209         | 0,3% |                  |
| Qatar                                | 2.042.444         | 3,1% |                  |
| Réunion                              | 839.500           | 0,2% |                  |
| Romania                              | 21.790.479        | < 0,1% |                  |
| Nga                                  | 142.500.482       | 0,1% |                  |
| Saudi Arabia                         | 26.939.583        | |                  |
| Senegal                              | 12.521.851        | 0,3% |                  |
| Serbia                               | 10.150.265        | < 0,1% |                  |
| Seychelles                           | 90.846            | < 0,1% |                  |
| Sierra Leone                         | 5.612.685         | |                  |
| Singapore                            | 5.460.302         | 33,9% |                  |
| Slovakia                             | 5.488.339         | < 0,1% |                  |
| Slovenia                             | 1.992.690         | < 0,1% |                  |
| Quần đảo Solomon                     | 597.248           | 0,3% |                  |
| Nam Phi                              | 48.601.098        | 0,2% | 1+               |
| Tây Ban Nha                          | 47.370.542        | < 0,1% |                  |
| Sri Lanka                            | 21.675.648        | 69,3% | 14.222.844       |
| Sudan                                | 34.847.910        | < 0,1% |                  |
| Suriname                             | 566.846           | 0,6% |                  |
| Swaziland                            | 1.403.362         | < 0,1% |                  |
| Thụy Điển                            | 9.119.423         | 0,4% |                  |
| Thụy Sĩ                              | 7.996.026         | 0,4% |                  |
| Đài Loan                             | 23.299.716        | 21,3% |                  |
| Tajikistan                           | 7.910.041         | < 0,1% |                  |
| Tanzania                             | 48.261.942        | < 0,1% |                  |
| Thái Lan                             | 67.448.120        | 93,2% | 64.420.000       |
| Togo                                 | 7.154.237         | < 0,1% |                  |
| Tonga                                | 106.322           | |                  |
| Tunisia                              | 10.835.873        | < 0,1% |                  |
| Trinidad và Tobago                   | 1.225.225         | 0,3% |                  |
| Thổ Nhĩ Kỳ                           | 80.694.485        | < 0,1% |                  |
| Turkmenistan                         | 5.113.040         | < 0,1% |                  |
| Tuvalu                               | 10.698            | < 0,1% |                  |
| Uganda                               | 34.758.809        | < 0,1% |                  |
| Ukraine                              | 44.573.205        | < 0,1% |                  |
| Các Tiểu vương quốc Ả Rập Thống nhất | 5.473.972         | 2,0% |                  |
| Anh                                  | 63.395.574        | 0,4% |                  |
| Mỹ                                   | 316.668.567       | 1,2% | 1.200.000        |
| Uruguay                              | 3.324.460         | < 0,1% |                  |
| Quần đảo Virgin thuộc Mỹ             | 104.737           | < 0,1% |                  |
| Uzbekistan                           | 28.661.637        | < 0,1% |                  |
| Vanuatu                              | 261.565           | < 0,1% |                  |
| Venezuela                            | 28.459.085        | < 0,1% |                  |
| Việt Nam                             | 92.477.857        | 16,4% | 14.380.000       |
| Yemen                                | 25.408.288        | < 0,1% |                  |
| Zambia                               | 14.222.233        | < 0,1% |                  |
| Zimbabwe                             | 13.182.908        | < 0,1% |                  |
| TỔNG CỘNG                            | 7.095.217.980     | Pew: 7,1% | Pew: 487.540.000 |

## Theo khu vực
| Khu vực                | Dân số ước tính | Số lượng tín đồ Phật giáo ước tính | %     |
| ---------------------- | --------------- | ---------------------------------- | ----- |
| Châu Á-Thái Bình Dương | 4.054.990.000   | 481.290.000                        | 11,9% |
| Bắc Mỹ                 | 344.530.000     | 3.860.000                          | 1,1%  |
| Châu Âu                | 742.550.000     | 1.330.000                          | 0,2%  |
| Trung Đông-Bắc Phi     | 341.020.000     | 500.000                            | 0,1%  |
| Mỹ Latinh-Caribe       | 590.080.000     | 410.000                            | <0,1% |
| Tổng cộng              | 6.895.890.000   | 487.540.000                        | 7,1%  |

## Mười quốc gia có đông tín đồ Phật giáo nhất
| Quốc gia                  | Số lượng tín đồ Phật giáo (ước tính) | Tỉ lệ phần trăm so với dấn số | Tỉ lệ phần trăm so với tổng số tín đồ Phật giáo toàn thế giới |
| ------------------------- | ------------------------------------ | ----------------------------- | ------------------------------------------------------------- |
| Trung Quốc                | 244.130.000                          | 18,2%                         | 46,4%                                                         |
| Thái Lan                  | 64.420.000                           | 93,2%                         | 12,2%                                                         |
| Nhật Bản                  | 45.820.000                           | 36,2%                         | 9,4%                                                          |
| Myanmar                   | 38.410.000                           | 87,90%                        | 7,3%                                                          |
| Sri Lanka                 | 14.450.000                           | 69,3%                         | 2,8%                                                          |
| Việt Nam                  | 14.380.000                           | 16,4%                         | 2,7%                                                          |
| Campuchia                 | 13.690.000                           | 96,9%                         | 2,9%                                                          |
| Hàn Quốc                  | 11.050.000                           | 22,9%                         | 2,1%                                                          |
| Ấn Độ                     | 9.250.000                            | 0,8%                          | 1,8%                                                          |
| Malaysia                  | 5.010.000                            | 17,7%                         | 1%                                                            |
| Tổng cho 10 nước trên     | 499.465.520                          | 18,1%                         | 94,9%                                                         |
| Tổng cho cho nước còn lại | 26.920.000                           | 0,7%                          | 5,1%                                                          |
| Tổng cộng                 | 526.373.000                          | 7,3%                          | 100%                                                          |

Ghi chú: Số lượng chính xác Phật tử khi thống kê thường dao động vì Phật giáo thường pha trộn với tôn giáo bản địa của vùng văn hóa Đông Á. Ví dụ, ở Nhật Bản, tỉ lệ số lượng Phật tử trên dân số nếu tính luôn những người mang niềm tin Thần đạo sẽ tăng từ 67% tới hơn 98%.